# Kafr Naya
Kefer Neye  (tiếng tiếng Thổ Nhĩ Kỳ: Kefer Neye, tiếng Ả Rập: كفر نايا) hoặc Kafr Junior (tiếng Ả Rập: كفرنايا, đã Latinh hoá: Kafar Naya) là một thị trấn ở phía bắc tỉnh Aleppo, tây bắc Syria. Thị trấn là một phần hành chính của Nahiya Tell Rifaat ở quận A'zaz. Các địa phương gần đó bao gồm Mayer về phía tây nam. Trong cuộc điều tra dân số năm 2004, Kafr Naya có dân số 5.647 người.

## Nội chiến Syria
Kafr Naya đã bị Lực lượng Dân chủ Syria bắt giữ vào ngày 15 tháng 2 năm 2016.